# Santiago Argüello
Santiago Argüello Barreto (León 6 de noviembre de 1871-Managua 4 de julio de 1940) fue un poeta, ensayista y político nicaragüense, considerado como el más importante sucesor de Rubén Darío, además de haber sido su amigo y secretario privado. En el ámbito político, llegó a ocupar la presidencia del Congreso. Representó diplomáticamente a su país en Nicaragua Bolivia y México.

## Biografía
Estudió el bachillerato en el Instituto Nacional de Occidente en León graduándose en 1887, y estudió Derecho en la Universidad de Nicaragua y se recibió en 1894. Se dedicó a la docencia y desarrolló una larga carrera impartiendo clases y como director de centros de estudio. Su primer libro de poesía fue Primeras ráfagas (1897), seguido de Silueta literaria (1897), De tierra cálida (1900) y Poema de la locura (1904). Viajó a Europa y en París publicó Ojo y calma (1908), en Madrid dio a la imprenta El alma dolorida de la patria (1909), en Barcelona publicó La vida en mí (1913), y ya de regreso en Nicaragua editó Canto a la misión divina de Francia (1919).
Su publicaciones ensayísticas y sus conferencias son de gran importancia. Es de especial mención Mi mensaje a la juventud y otras orientaciones (1928) donde encontramos el primer discurso feminista de la literatura nicaragüense. La segunda sección del libro se titula “Nuestra actitud con la mujer – El feminismo futuro” donde Argüello expone una teoría de los géneros sumamente avanzada para su tiempo y su lugar. Muchas de las ideas que Santiago Argüello presenta en esta sección, han sido luego desarrolladas por diferentes escuelas feministas en varios países. Algunos de los presupuestos que subyacen en su disertación son claramente masculinistas, y Santiago Argüello no logra sustraerse a muchos de los prejuicios establecidos por la sociedad patriarcal de la época. Pero aun así, es sorprendente ver el nivel de conciencia social que tenía este distinguido poeta, hoy totalmente olvidado a pesar de su obra voluminosa.
Las sesenta páginas que componen esta sección son una enérgica y clara defensa de los derechos de la mujer, y de la necesidad apremiante de apoyar a la mujer en su desarrollo intelectual y profesional. “El feminismo es una necesidad de la vida” reza uno de los acápites de esta sección, donde Argüello expone claramente, usando razones prácticas, la importancia del desarrollo de la mujer para lograr el desarrollo integral de la humanidad: “El feminismo habrá de ser la fuerza que reintegra en la retorta humana el componente que le falta” (138), ya que parte del principio que la vida está formada de dos mitades, de dos componentes, y que siempre que falte uno de los componentes estará incompleta. Los motivos y argumentos que utiliza Argüello en su defensa del feminismo son concretos y prácticos, llegando a señalar que la emancipación de la mujer beneficiará al hombre, por lo que afirma: “Rehabilitar a la mujer en sus funciones (maternales), es rehabilitarnos nosotros en la mitad que aun nos falta”(139). Santiago Argüello le dedica esta arenga a los jóvenes, y en estas páginas le está hablando a los hombres, utilizando todas sus habilidades oratorias, acercándose al grupo de hombres, usando su relación de género para apelar directamente a su empatía y convencerlos de la importancia del feminismo. “La naturaleza jamás habla de superioridad viril. Y, en su sabiduría, tampoco trueca las funciones. Nuestro orgullo de machos musculosos nos ha hecho olvidar de que sólo somos mitades, y que nos falta completarnos”(129).

## Obras
- La magia de Leonardo da Vinci
- Ráfaga
- Viaje al país de la decadencia
- Siluetas literarias
- Ojo y alma